# Карачићи (Сребреница)
Карачићи су насељено мјесто у општини Сребреница, Република Српска, БиХ. Према попису становништва из 2013. године, у насељу је живјело свега 74 становника.

## Становништво
| Демографија | Демографија | Демографија |
| Година      | Становника  | Становника  |
| ----------- | ----------- | ----------- |
| 1948.       | 224         |             |
| 1953.       | 237         |             |
| 1961.       | 258         |             |
| 1971.       | 303         |             |
| 1981.       | 374         |             |
| 1991.       | 410         |             |
| 2013.       | 38          |             |